# Micrastur
A Micrastur a madarak osztályának a sólyomalakúak (Falconiformes) rendjébe és a sólyomfélék (Falconidae) családjába tartozó nem.

## Rendszerezésük
A nemet George Robert Gray írta le 1841-ben, az alábbi 7 faj tartozik:
- perui erdeisólyom (Micrastur buckleyi)
- örvös erdeisólyom (Micrastur semitorquatus)
- szürkehátú erdeisólyom (Micrastur mirandollei)
- vörösnyakú erdeisólyom (Micrastur ruficollis)
- Minton-erdeisólyom (Micrastur mintoni)
- egysávos erdeisólyom (Micrastur plumbeus)
- fehérszemű erdeisólyom (Micrastur gilvicollis)

## Előfordulásuk
Az amerikai erdőben honosak.